# Merbo Jurong
Merbo Jurong is een bestuurslaag in het regentschap Aceh Utara van de provincie Atjeh, Indonesië. Merbo Jurong telt 451 inwoners (volkstelling 2010).